# Marjayoun
Marjayoun  (in arabo  مرجعيون'‎?, Marjʿuyyūn), detta più correttamente Marj ʿUyyūn, ma anche (francesizzato) Marj 'Ayoun,  Marjʿuyun, Marjuyun o Marjeyoun, è una città del Libano, di circa 7 000 abitanti, capoluogo del Distretto di Marjayoun. Si trova nel sud del paese a circa 98 km da Beirut.